# Relaciones Alemania-Bielorrusia
Las relaciones Alemania-Bielorrusia son las relaciones entre la República Federal de Alemania y la República de Bielorrusia. Alemania tiene una embajada en Minsk. Bielorrusia tiene una embajada en Berlín, un consulado general en Múnich y dos consulados honorarios en Cottbus y Hamburgo.

## Historia
En la Batalla de Grunwald (1410), la Orden Teutónica fue derrotada por las fuerzas del Reino de Polonia y el Gran Ducado de Lituania. Lituania en ese momento incluía los territorios bielorrusos, por lo que el ejército lituano en ese momento también estaba formado por contingentes bielorrusos.[cita requerida]

### Segunda Guerra Mundial

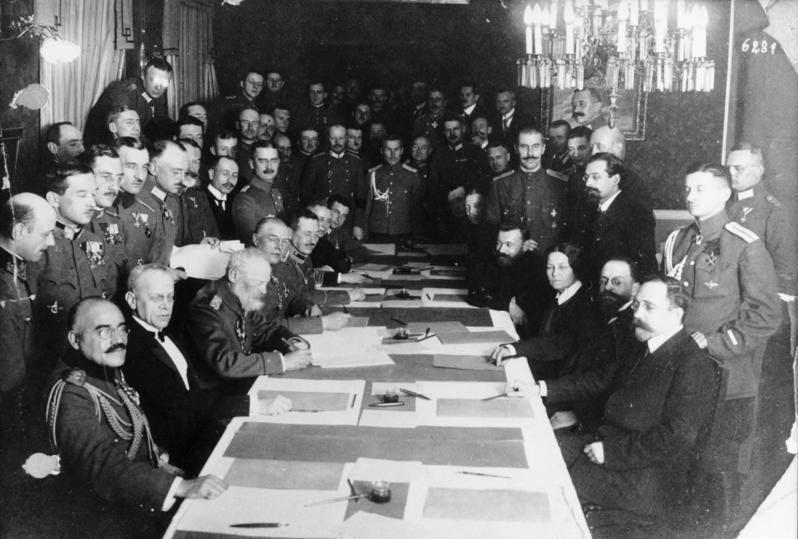
Firma del Tratado de Brest-Litovsk

Desde las particiones de Polonia (1772, 1793 y 1795) y, por tanto, también durante la Primera Guerra Mundial, los territorios bielorrusos formaban parte del Imperio Ruso, por lo que los bielorrusos lucharon del lado de la Triple Entente. El 25 de febrero de 1918, las tropas alemanas entraron en Minsk. El 3 de marzo de 1918 se firmó en la ciudad de Brest el Tratado de Paz de Brest-Litovsk entre la Rusia soviética y las potencias centrales. El tratado terminó la participación de la Rusia soviética en la guerra.
Bajo la protección alemana, pero sin el consentimiento de la potencia ocupante, se proclamó por primera vez la independencia el 25 de marzo de 1918. El consejo, el órgano ejecutivo del Primer Congreso Popular de Bielorrusia, declaró la secesión de la Rusia soviética y proclamó la " República Popular Bielorrusa libre e independiente", que no fue reconocida ni por el Imperio alemán ni por las potencias occidentales. Sin embargo, el consejo agradeció al emperador Guillermo II en un telegrama por la ocupación de Bielorrusia y enfatizó que veía un buen destino para su pueblo en el futuro solo bajo el protectorado del estado alemán. La República Popular Bielorrusa existió solo durante medio año hasta el otoño de 1918, pero históricamente y en la conciencia de los bielorrusos se considera el acto fundacional de un estado bielorruso independiente. El consejo todavía está activo hoy como gobierno en el exilio.
A raíz de la revolución alemana de 1918-1919, la expiración del Tratado de Brest-Litovsk y la guerra civil en la vecina Rusia, que también se extendió a Bielorrusia, la parte oriental del país quedó bajo el control de los comunistas. La parte occidental del actual territorio bielorruso formó la parte nororiental de la entonces Polonia.

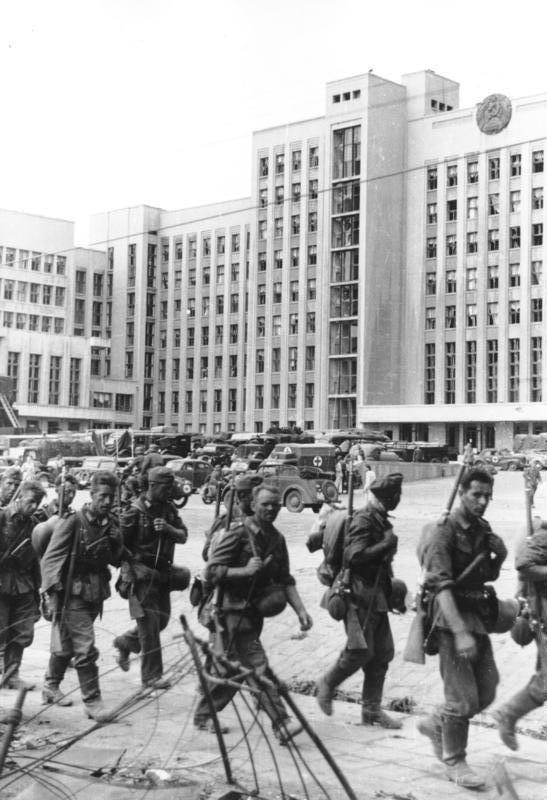
Tropas alemanas en Bielorrusia, 1941

El 17 de septiembre de 1939, el Ejército Rojo ocupó el este de Polonia. En el protocolo adicional secreto del pacto Ribbentrop-Mólotov, los territorios entre Slutsch y Bug (es decir, toda Bielorrusia) fueron asignados a la esfera de interés soviética. Desde 1940 en Berlín el periódico Ranica - Der Morgen. Weißruthenische Zeitung in Deutschland, que estaba dirigido específicamente a los emigrantes bielorrusos, fue publicado en Berlín y promovido por las SS. Estaba dirigido a los bielorrusos que vivían en Alemania e intentaba reclutarlos para las Waffen-SS.  En el verano de 1941, la Alemania nazi invadió la Unión Soviética (Operación Barbarroja) y la Wehrmacht alemana conquistó Bielorrusia en unas pocas semanas mediante un embolsamiento cerca de Białystok y Minsk. Durante la invasión, el Ejército Rojo evacuó alrededor del 20% de la población bielorrusa a Rusia y destruyó el suministro de alimentos.
La invasión alemana trajo una destrucción grave. Aunque la gente en muchas áreas de Bielorrusia estaba inicialmente feliz por la derrota soviética, los alemanes decepcionaron rápidamente a la población local. De 1941 a 1944, la Wehrmacht y las SS asesinaron a unos dos millones y medio de bielorrusos, más de la cuarta parte de la población. Los soldados alemanes iniciaron actos de violencia contra la población civil. Más de 200 ciudades y 9000 aldeas fueron destruidas. En muchos casos, los soldados alemanes llevaron a los aldeanos a los graneros y los quemaron, como en 1943 en Jatín (que no debe confundirse con Katin). Hoy, este lugar cerca de Minsk es un monumento a las víctimas de la Segunda Guerra Mundial. Solo en Minsk, las fuerzas de ocupación alemanas asesinaron a más de 100 000 habitantes. La población judía de Bielorrusia fue casi completamente asesinada. Alrededor del ocho al nueve por ciento de todos los judíos europeos que fueron asesinados en el Holocausto eran de Bielorrusia. Casi todas las ciudades del país quedaron completamente destruidas. Las industrias habían disminuido en un 85 por ciento, la capacidad industrial en un 95 por ciento, la tierra sembrada en un 40 a 50 por ciento, el ganado en un 80 por ciento. Había tres millones de personas sin hogar después del final de la guerra. Además, una gran parte de los polacos étnicos (alrededor de 300.000) fueron reasentados a la fuerza en los territorios del este de Alemania que habían sido anexados a Polonia. Antes de la Segunda Guerra Mundial, diez millones de personas vivían en Bielorrusia. No fue hasta finales de la década de 1980 que la población volvió a su nivel anterior a la guerra.
Durante la Segunda Guerra Mundial, el término Rutenia Blanca (en alemán: Weißruthenien) se utilizó en alemán, lo que reflejó los esfuerzos del Ministro del Reich para los Territorios Ocupados del Este, Alfred Rosenberg, para distinguir a los bielorrusos tanto como sea posible de los rusos mayores. Aunque, en bielorruso, el término utilizado fue Bielorrusia (en bielorruso: Беларусь).

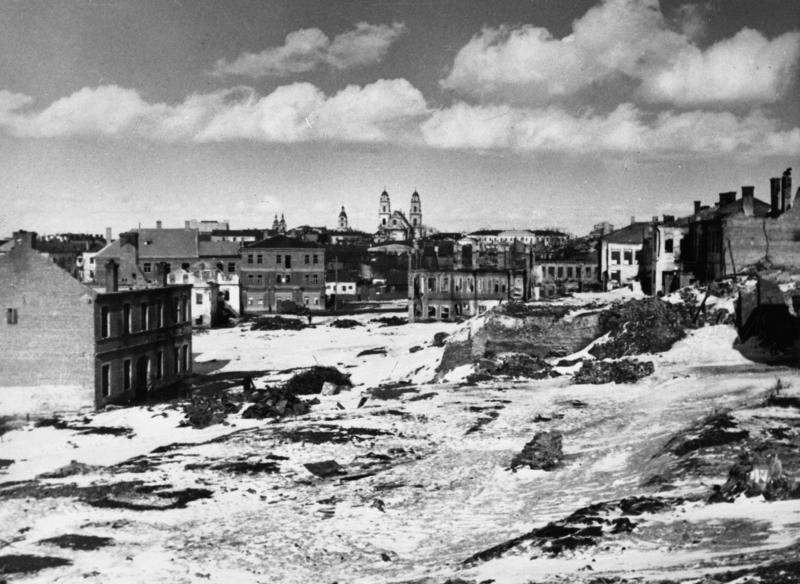
Destrucción en Minsk, 1941

Durante la ocupación alemana, se instaló en Bielorrusia el Consejo Central Bielorruso, un gobierno títere que utilizó emblemas estatales bielorrusos históricos. El presidente del BCR fue Radasłaŭ Astroŭski. Este "gobierno" desapareció tras la retirada alemana del frente oriental en 1944. El 25 de marzo de 1948, el Consejo Central Bielorruso se restableció como gobierno en el exilio en Alemania, compitiendo con el Consejo de la República Popular Bielorrusa.  También se fundaron otras instituciones como la Guardia Nacional de Bielorrusia, el Cuerpo de Autodefensa de Bielorrusia, la Policía Auxiliar Bielorrusa, la Organización de la Juventud de Bielorrusia y la Organización de Autoayuda de Bielorrusia. El Partido de la Independencia de Bielorrusia (BNP) colaboró con los ocupantes alemanes con el objetivo de establecer un Estado-nación bielorruso.
El movimiento de resistencia armada de Bielorrusia fue considerado uno de los más fuertes de Europa. Había más de 1000 grupos partidistas, que eran en su mayoría comunistas, pero también de orientación nacionalista. A principios de 1943 se inició la repatriación de unos 10 500 alemanes desde el territorio del llamado Grupo de Ejércitos Central y desde Bielorrusia. Estos alemanes étnicos fueron reasentados en Warthegau (en la Polonia ocupada) y en el resto de la Alemania de entonces. En el otoño de 1943, el Ejército Rojo recuperó el extremo este del país y, en el verano de 1944, todo el país había sido recapturado.

### Período de posguerra

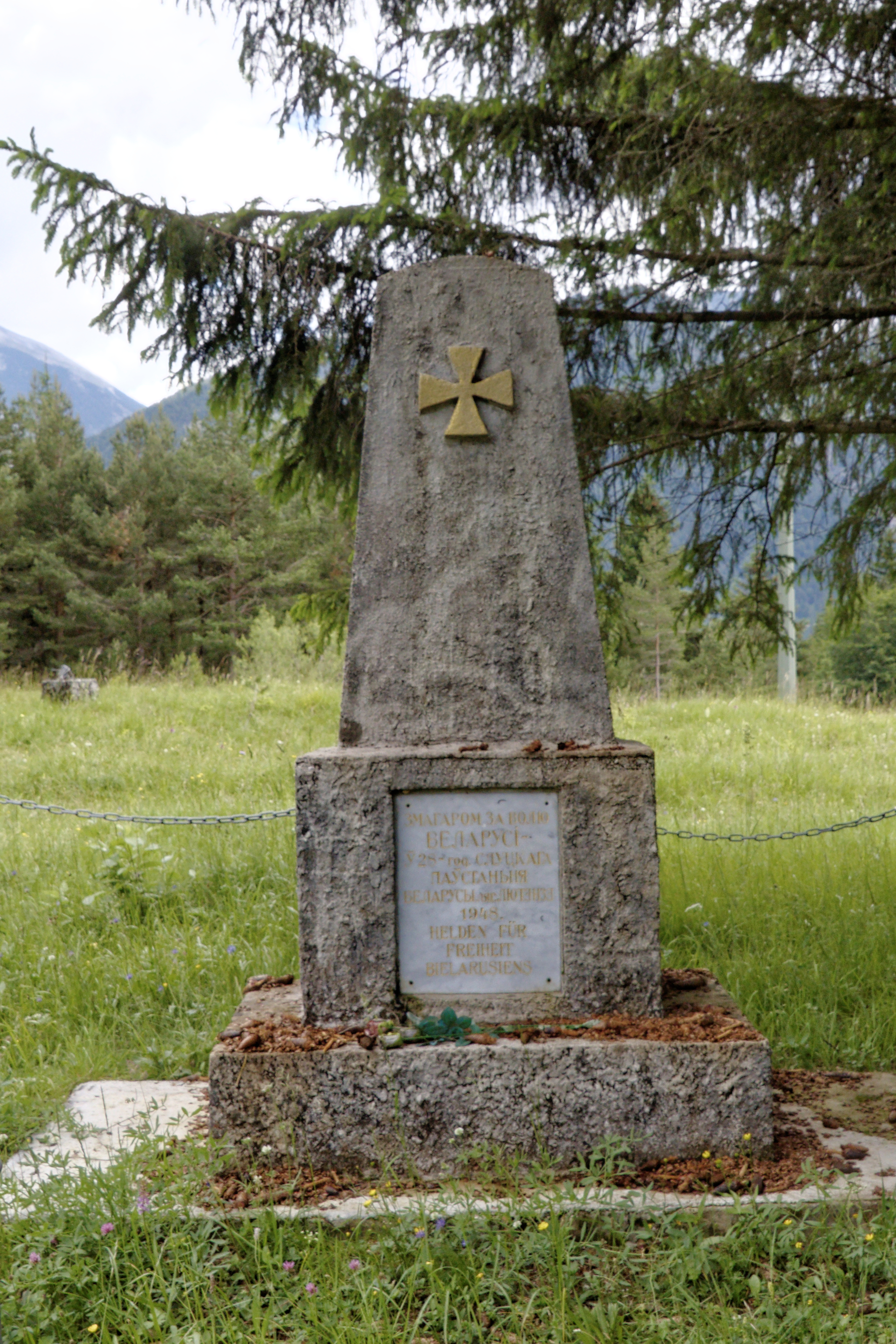
El monumento de los prisioneros de guerra bielorrusos en Mittenwald

Después de la Segunda Guerra Mundial, miles de bielorrusos llegaron a Alemania por diversas razones. En 1945, había entre 400.000 y 500.000 bielorrusos en territorio alemán o austriaco. Se establecieron comités nacionales bielorrusos en Ratisbona, Múnich y Brunswick. Los campos de desplazados internos de Bielorrusia estaban ubicados en Watenstedt, Osterhofen y en el suburbio Ganghofer de Ratisbona. Los bielorrusos fueron particularmente activos culturalmente en el campamento para personas desplazadas en Michelsdorf en Alto Palatinado. Entre 1946 y 1950, los emigrantes en Michelsdorf dirigieron su propia escuela secundaria en idioma bielorruso, que en ocasiones tuvo 122 estudiantes y recibió el nombre del poeta nacional Yanka Kupala. En 1949 la escuela se trasladó a Backnang, donde existió hasta febrero de 1950.
El 29 de diciembre de 1947, en una reunión en un campo de DP en Osterhofen, se decidió reactivar el consejo de la República Popular Bielorrusa bajo el liderazgo de Mikola Abramchyk. En ese momento, el consejo estaba compuesta por 72 miembros.
En Mittenwald, en Alta Baviera, al este del cuartel de Luttensee, hay un monumento a los prisioneros de guerra bielorrusos. En 1948, los ex prisioneros de guerra o personas desplazadas lo usaron para honrar a los participantes del levantamiento de Slutsk, un levantamiento antibolchevique en 1920.

### Bielorrusia independiente
Después del colapso de la Unión Soviética, las relaciones entre Bielorrusia y Alemania inicialmente se desarrollaron positivamente. Las relaciones diplomáticas se establecieron en 1992. Sin embargo, un giro a peor se inició en 1994, cuando Aleksandr Lukashenko fue elegido presidente. Inmediatamente tomó medidas contra una prensa política y económicamente orientada hacia Occidente y denunció repetidamente las transferencias financieras de organizaciones políticas, incluida la alemana Fundación Friedrich Ebert, a organizaciones amigas y medios de comunicación en Bielorrusia. Como resultado de las violaciones de los derechos humanos y discrepancias con respecto a la apertura del país a una economía de mercado, la administración de la Unión Europea, con la participación alemana, impuso una prohibición de entrada al gobierno bielorruso en 1997. El 18 de mayo de 2006, la Unión Europea (incluida nuevamente Alemania) decidió congelar las cuentas del presidente Lukashenko y otros 35 funcionarios del gobierno.
La cooperación en seguridad existió entre Alemania y Bielorrusia desde 2008 hasta al menos 2011, y las fuerzas de seguridad de Lukashenko recibieron entrenamiento en Alemania.[cita requerida] Cerca de 400 guardias fronterizos, altos oficiales de la milicia y técnicos forenses también fueron capacitados por funcionarios alemanes directamente en Bielorrusia, y en 2010, las fuerzas de seguridad de Bielorrusia observaron a los agentes de policía alemanes de servicio durante varios días durante el transporte de desechos atómicos a Gorleben. en Baja Sajonia.[cita requerida] A medida que la UE identificó mejoras en el historial de derechos humanos del país en 2015 y 2016, gran parte de las sanciones se levantaron gradualmente después de las elecciones presidenciales de 2015 en Bielorrusia.[cita requerida]
Como resultado de las protestas en Bielorrusia de 2020-2021 contra el gobierno dictatorial de Lukashenko, la comunidad bielorrusa "RAZAM" e. V., el primer grupo de interés de y para personas de origen bielorruso que viven en Alemania, se fundó en agosto de 2020. En el transcurso de las protestas, la canciller alemana, Angela Merkel, declaró que estaba del lado de los manifestantes pacíficos. Los resultados de las elecciones presidenciales de 2020 en Bielorrusia no fueron reconocidos por Alemania por casos de fraude electoral. Merkel también dijo que había intentado en vano comunicarse con el presidente bielorruso Lukashenko por teléfono en agosto de 2020. La Unión Europea ya no reconoce a Lukashenko como jefe de Estado legítimo.
El apoyo bielorruso a la invasión rusa de Ucrania ha deteriorado aún más las relaciones. La Unión Europea impuso más sanciones a Bielorrusia, de modo que el comercio entre Bielorrusia y Alemania disminuyó.

## Relaciones económicas
En 2014, solo el comercio con Rusia y Ucrania fue más importante para Bielorrusia que el comercio con Alemania. Esto ascendió a aprox. 4 mil millones de dólares estadounidenses. La oficina de representación de empresas alemanas en la República de Bielorrusia (la Cámara de Comercio en el Extranjero) existe en Minsk. En 2021, Alemania fue solo el quinto socio comercial más importante de Bielorrusia con un volumen de 1 100 millones de dólares estadounidenses, y tanto las importaciones como las exportaciones disminuyeron drásticamente.
Bielorrusia es un importante país de tránsito entre Europa Central y Rusia debido a su ubicación: el 50% del crudo ruso fluye a través del oleoducto Druzhba que termina en Schwedt/Oder, que es atendido en territorio bielorruso por la empresa Gomel Transneft. Sin embargo, debido a la situación política en Bielorrusia, Rusia se está volcando cada vez más hacia el norte de Europa. En 2005, comenzó la construcción del oleoducto Nord Stream a través del Mar Báltico desde Rusia hasta Alemania y se completó en 2011. Esto hizo que los suministros de gas de Rusia a Europa Occidental dependieran menos de Bielorrusia.

## Relaciones culturales
Varios miles de jóvenes bielorrusos estudian en Alemania. El Fondo de Ayuda Internacional de la UE y Alemania ha abierto asociaciones con tres universidades bielorrusas en Occidente. El a menudo lamentado aislamiento ya era doloroso para Bielorrusia durante la época de la Unión Soviética. Desde la independencia del país, las esperanzas de cooperación de las universidades crecieron, pero difícilmente tuvieron éxito debido a las políticas estatales autoritarias.
La única universidad privada, la Universidad Europea de Humanidades, fundada en 1992, fue cerrada en agosto de 2004 bajo la presión del Estado. Había ofrecido estudios europeos, lingüística y ciencias políticas, financiados en gran parte por fondos occidentales. Allí también se encontraba el Instituto de Estudios Alemanes. La universidad fue reabierta en junio de 2005 en el exilio en Vilna, Lituania.
Antes de 2021, Minsk también albergaba un Instituto Goethe.

## Migración
En 2015, había 21 151 bielorrusos viviendo en Alemania y unos 2.500 alemanes en Bielorrusia en 2012. Bielorrusos alemanes famosos incluyen:
- Walter Anderson
- Robert Wartenberg
- Marc Chagall
- Nadezhda Abramova
- Barys Kit
- Andrej Klimovets